# Labrichthys unilineatus
Labrichthys unilineatus là loài cá biển duy nhất thuộc chi Labrichthys trong họ Cá bàng chài. Loài cá này được mô tả lần đầu tiên vào năm 1847.

## Từ nguyên
Từ định danh của chi được ghép từ labr, rút gọn của Labrus và Labroides, hai chi trong họ Cá bàng chài, và ichthys, trong tiếng Latinh nghĩa là "cá", hàm ý đề cập đến việc loài này giống với chi Labrus và Labroides.
Tiền tố uni trong tiếng Latinh có nghĩa là "một", còn lineatus có nghĩa là "có dải sọc", hàm ý đề cập đến đường sọc màu xanh lam dọc theo đường bên của cá con.

## Phạm vi phân bố và môi trường sống
L. unilineatus có phạm vi phân bố rộng khắp Ấn Độ Dương - Thái Bình Dương. Loài này được ghi nhận dọc theo bờ biển Đông Phi, bao gồm Madagascar và các đảo quốc, bãi ngầm, quần đảo lân cận; từ vùng biển phía nam Ấn Độ, phạm vi của loài này trải dài về phía nam đến Sri Lanka, Maldives, Chagos, xa hơn nữa là đến đảo Giáng Sinh (Úc), cũng như dọc theo bờ biển Tây Úc; từ biển Andaman, L. unilineatus xuất hiện trên khắp vùng biển các nước Đông Nam Á; ngược lên phía bắc đến quần đảo Ryukyu và vùng biển Nam Nhật Bản; về phía nam đến đảo Lord Howe và rạn san hô Great Barrier; trải rộng về phía đông đến hầu hết các đảo quốc, quần đảo thuộc châu Đại Dương.
L. unilineatus sống gần những rạn san hô ở độ sâu đến ít nhất là 20 m.

## Mô tả
L. unilineatus có chiều dài cơ thể tối đa được ghi nhận là 20 cm. Cá đực có thân màu vàng nâu với các sọc mảnh màu xanh lam óng ở hai bên thân; phía sau gốc vây ngực có một dải màu vàng nhạt hoặc trắng. Tia vây ngực màu vàng; các vây còn lại có các vệt đốm xanh. Cá cái không có dải màu vàng ở sau vây ngực như ở cá đực, và màu sắc của chúng cũng sẫm hơn cá đực. Cá con màu nâu sẫm (gần như đen hoàn toàn) với một đường sọc trắng hoặc lam nhạt dọc theo đường bên, từ mõm băng qua mắt đến đuôi, và một sọc mỏng hơn nằm ở dưới bụng. Môi của L. unilineatus có màu vàng, nhiều thịt nên rất dày, tạo thành một ống tròn khi ngậm miệng.

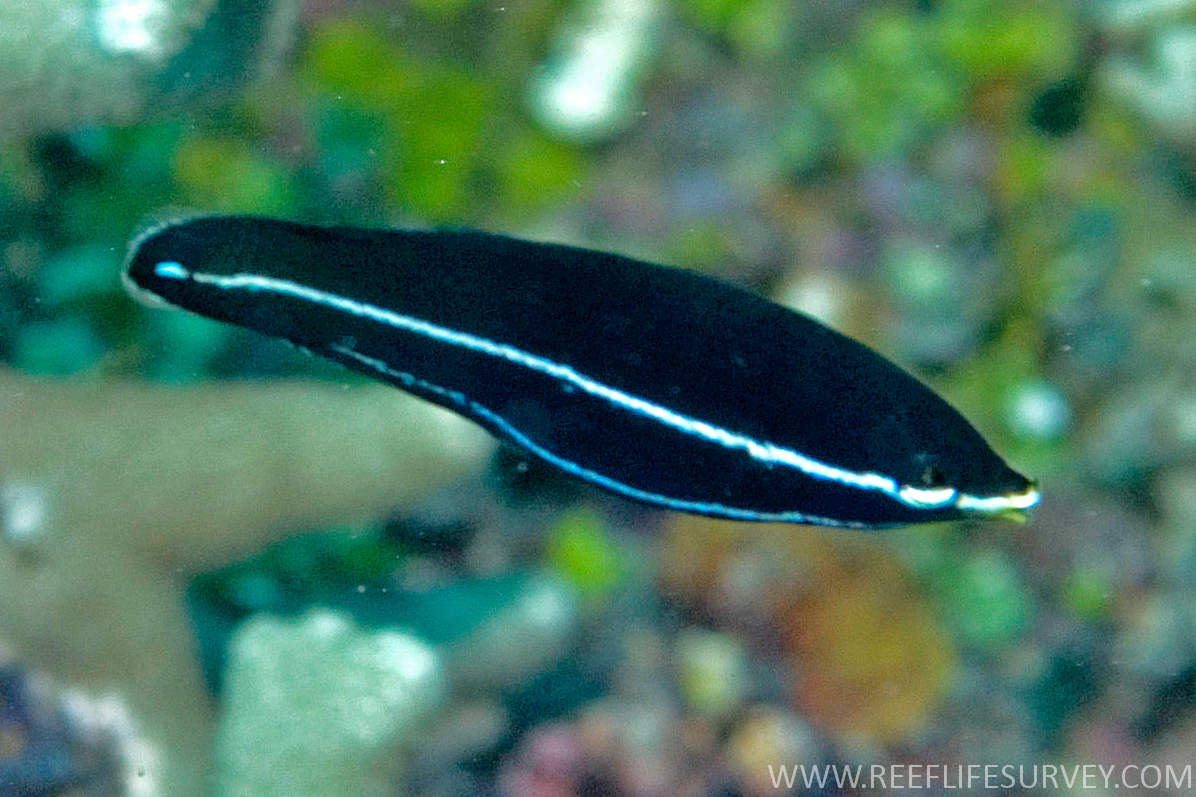
Cá con

Số gai ở vây lưng: 9; Số tia vây ở vây lưng: 11 - 12; Số gai ở vây hậu môn: 3; Số tia vây ở vây hậu môn: 10 - 11.

## Sinh thái và hành vi
Thức ăn của L. unilineatus là các polyp san hô, đặc biệt là san hô nhánh của chi Acropora. Không như Diproctacanthus xanthurus, một loài cá bàng chài môi ống khác cũng ăn san hô, L. unilineatus ăn san hô trong suốt vòng đời của chúng; D. xanthurus chỉ ăn san hô khi chúng đã trưởng thành, còn cá con ăn ký sinh bám trên cơ thể các loài cá khác.